# Carpella districta
Carpella districta là một loài bướm đêm trong họ Geometridae.